# Стрижів (Грубешівський повіт)
Стрижів (пол. Strzyżów) — село в Польщі, в історичній Холмщині, у гміні Городло Грубешівського повіту Люблінського воєводства, на березі річки Буг і безпосередньо на кордоні з Україною. Населення — 1369 осіб (2011).

## Історія
Археологічними розкопками знайдено рештки поселення IX ст. до н. е. Також знайдено конічний земляний вал — рештки сторожової вежі XII—XIII ст.
Перша письмова згадка походить з грамоти 1376 року, коли князь Юрій Холмський подарував село церкві пресвятої Богоматері у Холмі.
Однак король Казимир Ягелончик не зважив на це і в 1462 році віддав Стрижів Яну Лазнєвському. 1531 року вперше згадується православна церква в селі. У першій половині XVIII ст. власником був уже волковиський староста Антон Поцей. Село у посаг отримала його донька Людвіка Гонората, від 1740 року одружена зі Станіславом Любомирським, воєводою брацлавським, а пізніше — київським.

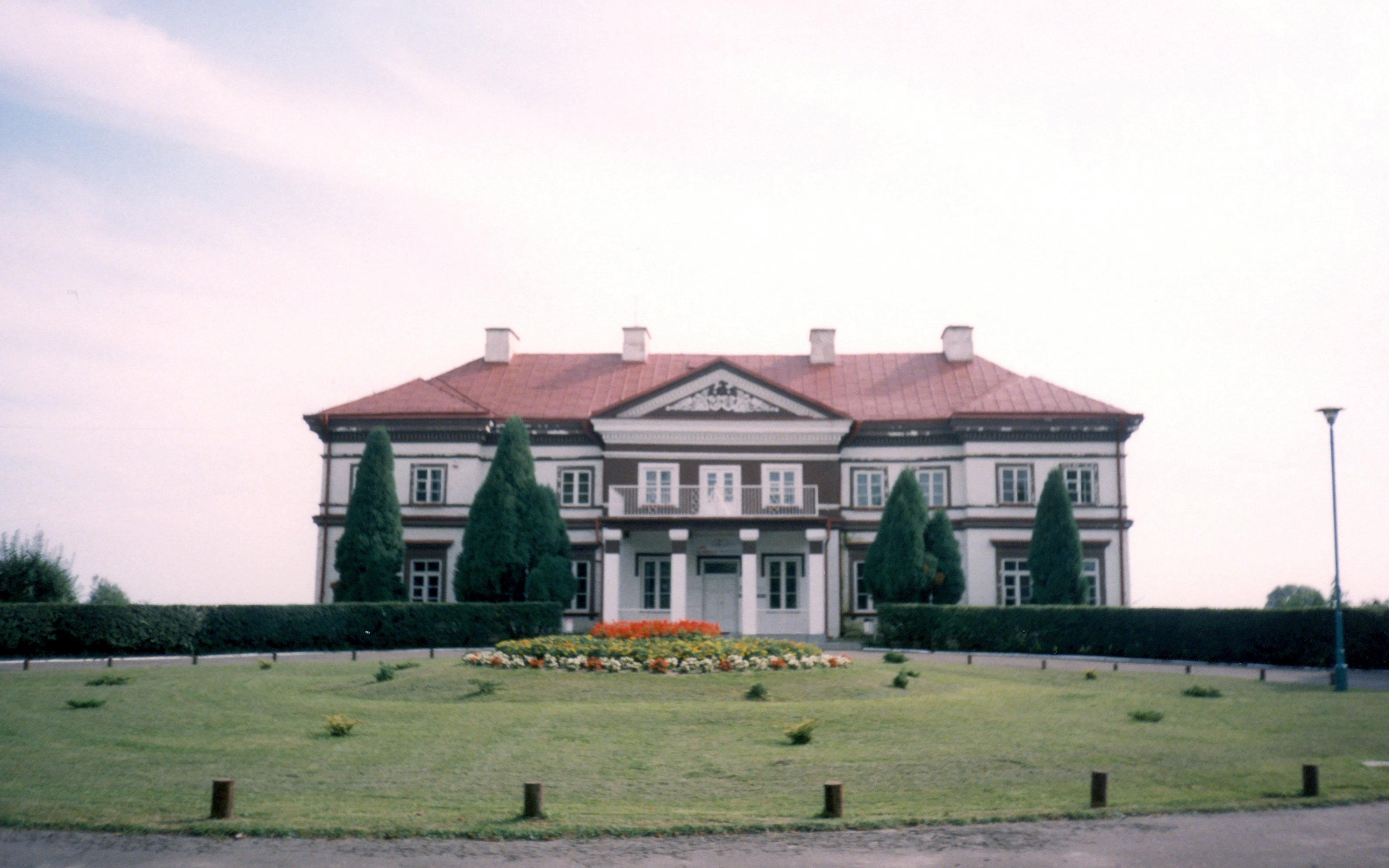
Палац у Стрижові

У 1762—1786 роках тут збудований мурований двоповерховий палац, який зберігся до нинішнього дня. Після пожежі перебудований родиною Ожаровських у 1836 році у пізньобароковому стилі. На обох боках палацу є павільйони, західний служив палацовою каплицею, а східний — зерносховищем. Після закінчення Другої світової війни палац був казармою прикордонних військ. З початку 60-х років і дотепер в палаці знаходиться управління цукрозаводу.

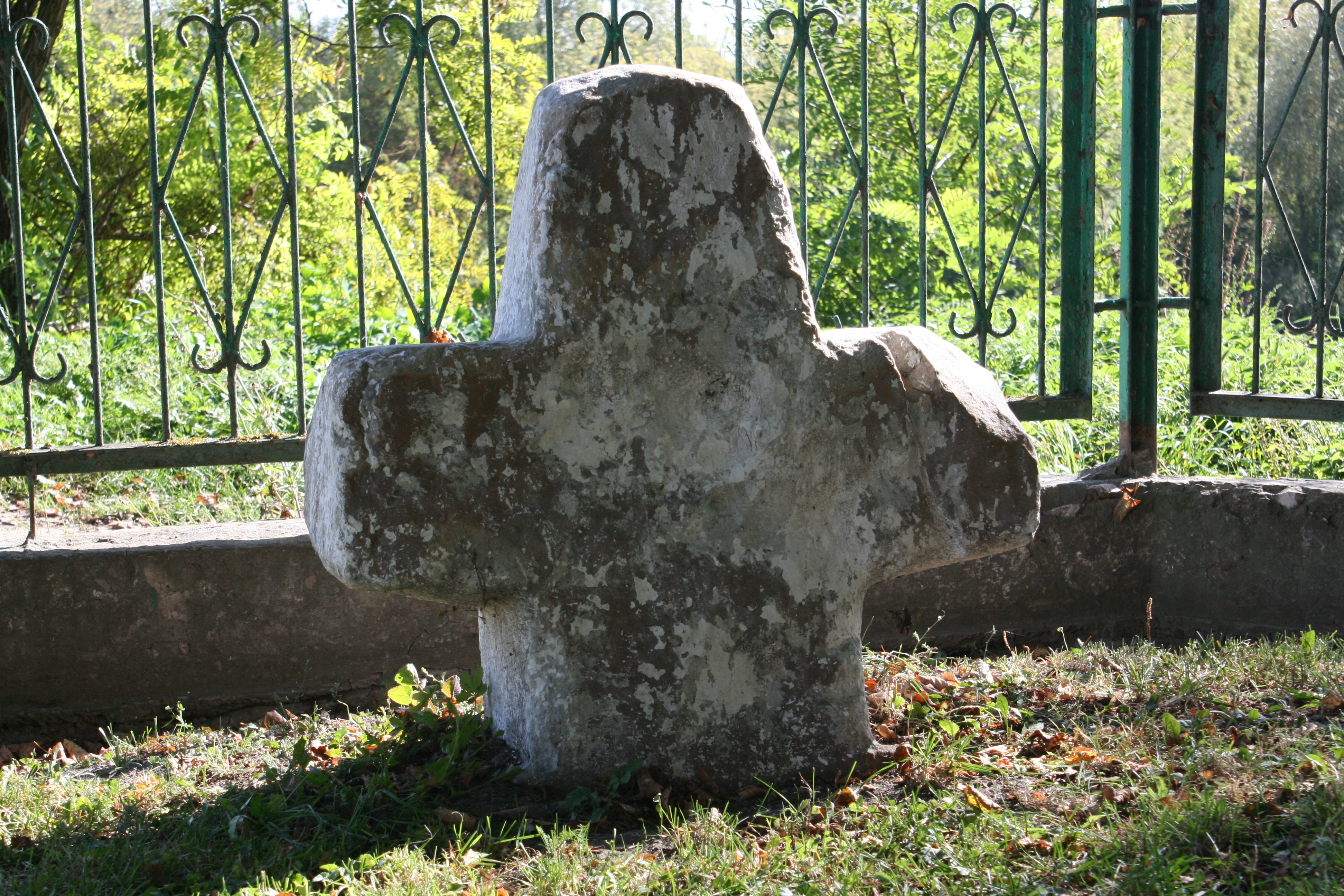
Греко-католицький цвинтар

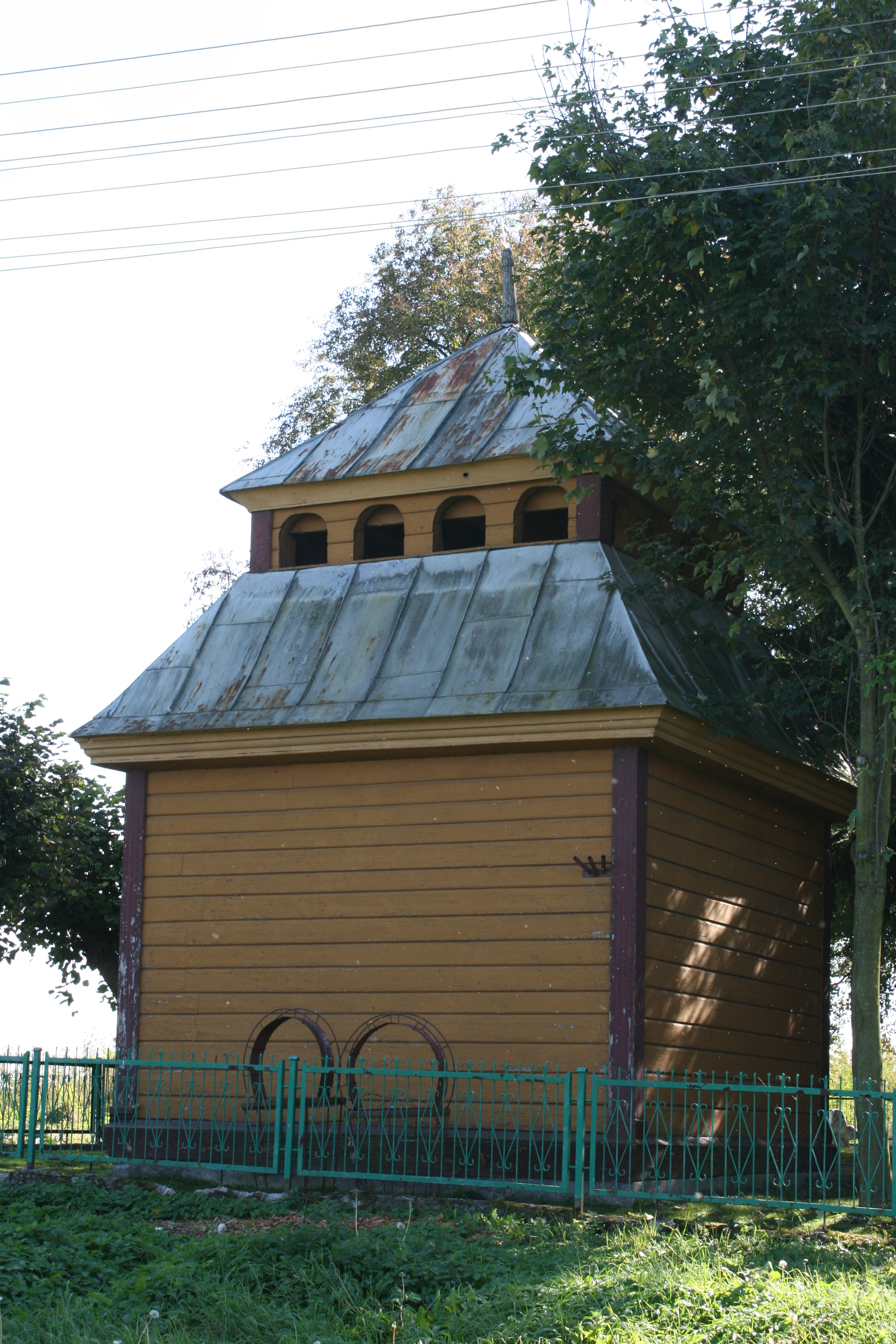
Прицерковна дзвінниця

З 1507 року походить перша згадка про стрижівську церкву. Наступні дерев'яні церкви на місці попередніх збудовано в 1724 і 1817 роках. Остання церква Різдва Пресвятої Діви Марії в 1875 році перейменована на православну після ліквідації царем греко-католицької Холмської єпархії. В 1851—1858 роках була парафіяльна греко-католицька школа.
За даними етнографічної експедиції 1869—1870 років під керівництвом Павла Чубинського, у селі проживали греко-католики, які розмовляли українською мовою.
В 1896 році Едвард Хжановський з Морочина купив стрижівський маєток з гуральнею у Скаржинських. З його ініціативи в 1899 році збудований цукрозавод, який у тридцятих роках викупив маєток для розміщення дирекції та житла для фахівців.
У 1921 році село входило до складу гміни Городло Грубешівського повіту Люблінського воєводства Польської Республіки. Перепис 1921 року в селі налічив 921 мешканця, з них 687 українців і 68 євреїв, натомість при цукрозаводі було 173 мешканці, з них 43 українці і 6 євреїв.
Незабаром після радянського вторгнення наявна церква (з 1817 р.) також почала використовуватися як римо-католицький костел парохії Городло. Після депортації українців православного віросповідання місцева католицька громада забрала в 1946 році храм на постійно. 10 лютого 1947 єпископ Люблінський Стефан Вишинський призначив у Стрижові парафію Різдва Пресвятої Діви Марії з підпорядкуванням деканату Грубешув-Північ. Це дерев'яна будівля, зрубної конструкції, однонавна, шальована, зі склепінням випуклим зсередини.
21-25 червня 1947 року під час операції «Вісла» польська армія виселила зі села на приєднані до Польщі північно-західні терени 9 українців. У селі залишилося 1134 поляків.
У 1975—1998 роках село належало до Замойського воєводства.

## Населення
За даними перепису населення Польщі 1921 року в селі налічувалося 142 будинки та 923 мешканці, з них:
- 428 чоловіків та 495 жінок;
- 687 православних, 168 римо-католиків, 68 юдеїв;
- 590 українців, 306 поляків, 27 євреїв.

Демографічна структура станом на 31 березня 2011 року:
|          | Загалом | Допрацездатний вік | Працездатний вік | Постпрацездатний вік |
| -------- | ------- | ------------------ | ---------------- | -------------------- |
| Чоловіки | 649     | 125                | 453              | 71                   |
| Жінки    | 720     | 125                | 442              | 153                  |
| Разом    | 1369    | 250                | 895              | 224                  |